# 雷德克萊 (喬治亞州)
雷德克萊（英語：Red Clay）是位於美國喬治亞州惠特菲爾德縣的一個非建制地區。該地的面積和人口皆未知。

## 地理
雷德克萊的座標為34°59′05″N 84°56′46″W / 34.98472°N 84.94611°W，而該地的平均海拔高度為256米（即840英尺）。